# 7e cérémonie des International Film Music Critics Association Awards
La 7e cérémonie des International Film Music Critics Association Awards (IFMCA Awards), décernés par l'International Film Music Critics Association, a lieu en février 2007 et récompense les bandes originales de films et de séries télévisées sortis en 2006.

## Palmarès

### Bande originale de l'année
- La Jeune Fille de l'eau de James Newton Howard

### Compositeur de l'année
- Alexandre Desplat

### Composition musicale de film de l'année
- Pirates des Caraïbes : Jusqu'au bout du monde (Pirates of the Caribbean: At World's End) – Hans Zimmer (Up Is Down)

### Meilleur nouveau compositeur
- Brett Rosenberg

### Meilleure musique d'un film dramatique
- Le Dahlia noir de Mark Isham

### Meilleure musique d'un film comique
- The Holiday de Hans Zimmer

### Meilleure musique d'un film d'animation
- Happy Feet de John Powell

### Meilleure musique originale d’un film d'action / aventure
- Ghost Rider – Christopher Young
  - Pirates des Caraïbes : Jusqu'au bout du monde (Pirates of the Caribbean: At World's End) – Hans Zimmer

### Meilleure musique d'un film d'action ou de thriller
- Da Vinci Code de Hans Zimmer

### Meilleure musique d'un film fantastique ou de science-fiction
- Sunshine – John Murphy, Karl Hyde et Rick Smith

### Meilleure musique d'un film fantastique, de science-fiction ou d'horreur
- La Jeune Fille de l'eau de James Newton Howard

### Meilleure musique d'une série télévisée
- Planète Terre de George Fenton

### Meilleure musique d'un documentaire
- Un jour sur Terre de George Fenton

### Meilleur titre
- The Great Eatlon issu de La Jeune Fille de l'eau de James Newton Howard[1]

### Meilleure nouvelle version, réédition ou réenregistrement d'une partition existante
- Alien, le huitième passager (Alien) – Jerry Goldsmith, Douglass Fake, Michael Matessino, Nick Redman et Joe Sikoryak